# Friedrich Seeberg
Pour les articles homonymes, voir Seeberg (homonymie).

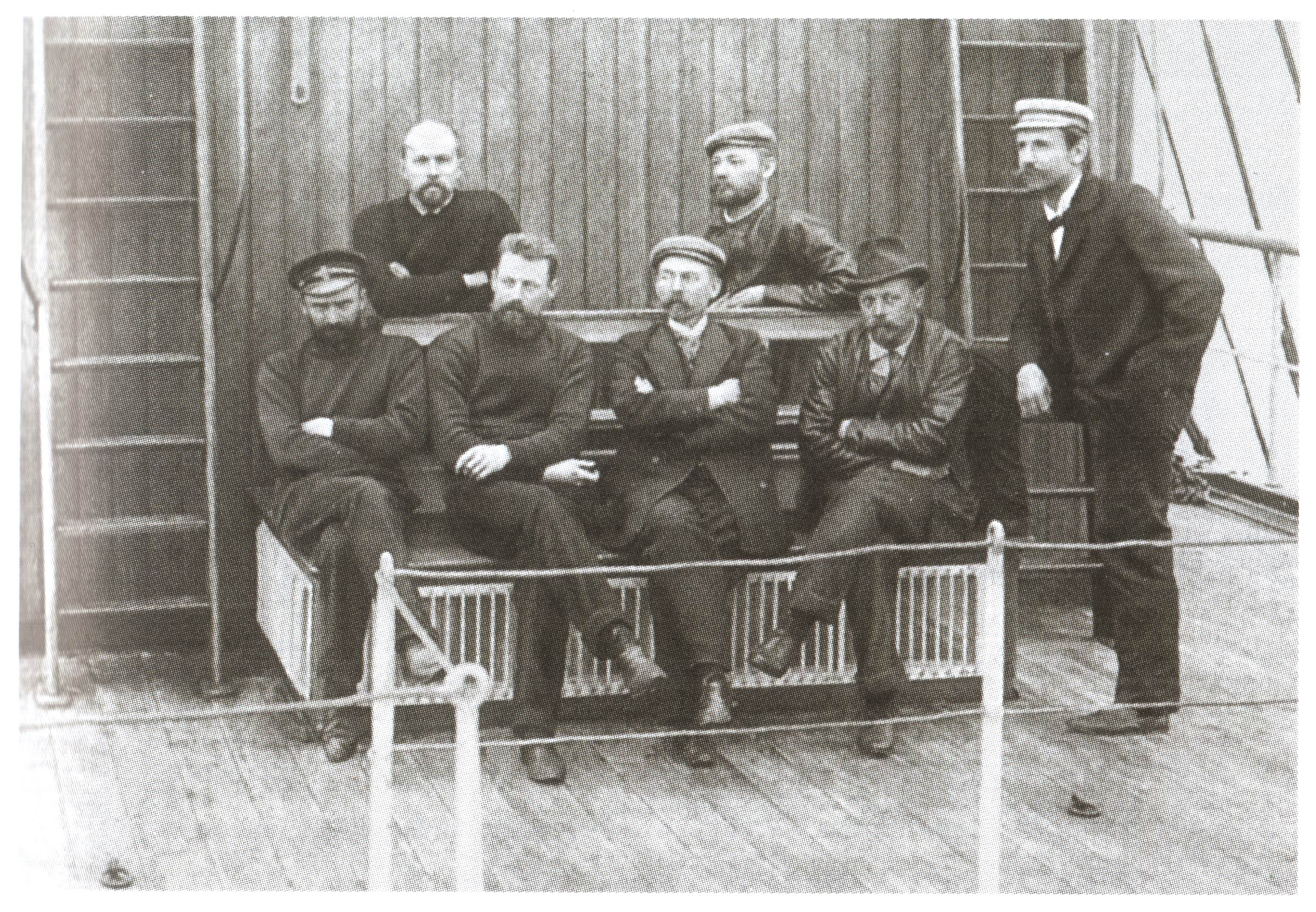
Participants de l'expédition Zaria, 1900-1902, Friedrich Seeberg est debout à droite.

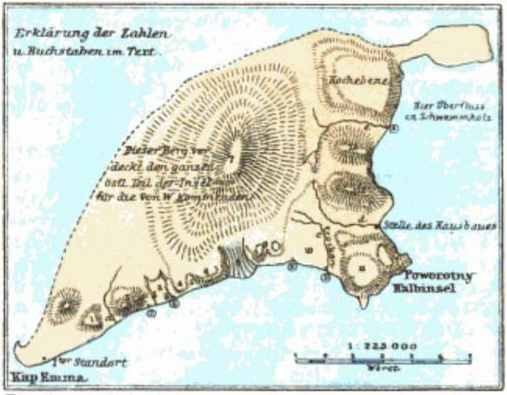
Carte de l'île Bennett par Friedrich Seebergs (1902)

Friedrich Seeberg (en russe : Фридрих Георгиевич Зееберг), né le 27 septembre 1872 à Saint-Pétersbourg et mort en 1902 en Mer de Sibérie orientale, est un astronome et explorateur russe d'origine Germano-Baltes.

## Biographie
Friedrich Seeberg est le fils du pasteur Georg Theodor Seeberg et de son épouse Caroline, née Elverfeldt. Il fréquente l'école Sainte-Anne de Saint-Pétersbourg en 1881-1882 et, à partir de 1882, après que son père est devenu pasteur à Dobele, en Courlande, l'école privée Bergmann-Schultze. De 1886 à 1889, il est élève au lycée de Mitau. Il a ensuite travaillé comme professeur particulier à Lestene (de). Après un voyage en Italie, il effectue son service militaire chez les sapeurs à Wilna en 1891-1892. Il étudie ensuite les mathématiques et l'astronomie à l'Université de Dorpat jusqu'en 1897. Il est brièvement tuteur du gouverneur de Vologda, puis en 1897, il devient professeur principal de mathématiques et de physique à l'École réformée de Saint-Pétersbourg.
En 1900, en tant qu'astronome et météorologue, il rejoint une expédition russe dans l'Arctique à bord de la goélette Zaria, dirigée par Eduard von Toll. Le but de l'expédition est de rechercher la Terre de Sannikov. Après deux hivers sur la péninsule de Taïmyr et sur la côte ouest de l'île Kotelny, Toll et Seeberg explorent l'île Bennett au cours de l'été 1902. En novembre 1902, ils dispaissent sans laisser de trace au sud de l'île Bennett. Une expédition de sauvetage dirigée par Alexandre Kolchak retrouve les journaux, la carte de Seeberg de l'île Bennett et les collections scientifiques de l'expédition Zarya mais, Toll, Seeberg et leurs chasseurs, l'Evenke Nikolai Protodyakonov et le Yakut Vasily Gorokhov, ne seront jamais retrouvés.

## Hommages
Plusieurs lieux géographiques portent le nom de Friedrich Seeberg :
- une baie de la péninsule de Taimyr ainsi que la rivière qui s'y jette et une montagne voisine,
- un plateau et une rivière dans la partie centrale de Kotelny,
- un glacier sur l'île Bennett[3].

Un monument à son honneur a été élevé à Mitau.